# Tendjibaye Alladoumngar
Tendjibaye Alladoumngar, es un escultor y pintor del Chad. Sus obras están dedicadas a retratar los tipos y costumbres de su país.
Profesor de arte, presidente de la Asociación de Artistas Plásticos del Chad; ha presentado su obra en diferentes países, entre otros Togo (1996) y Francia (1999) .